# St. Anna (Rohrmoos)

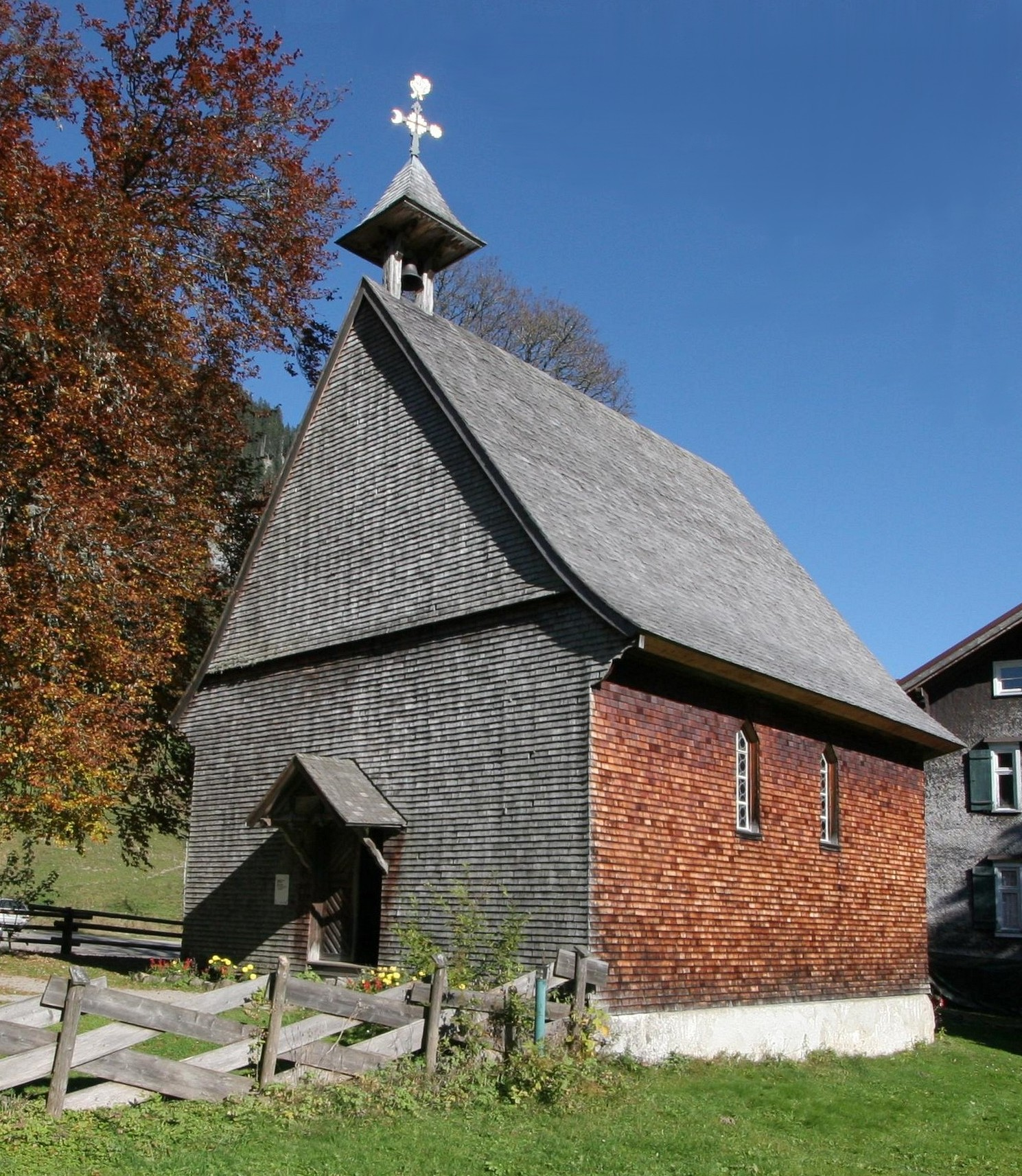
St.-Anna-Kapelle von außen

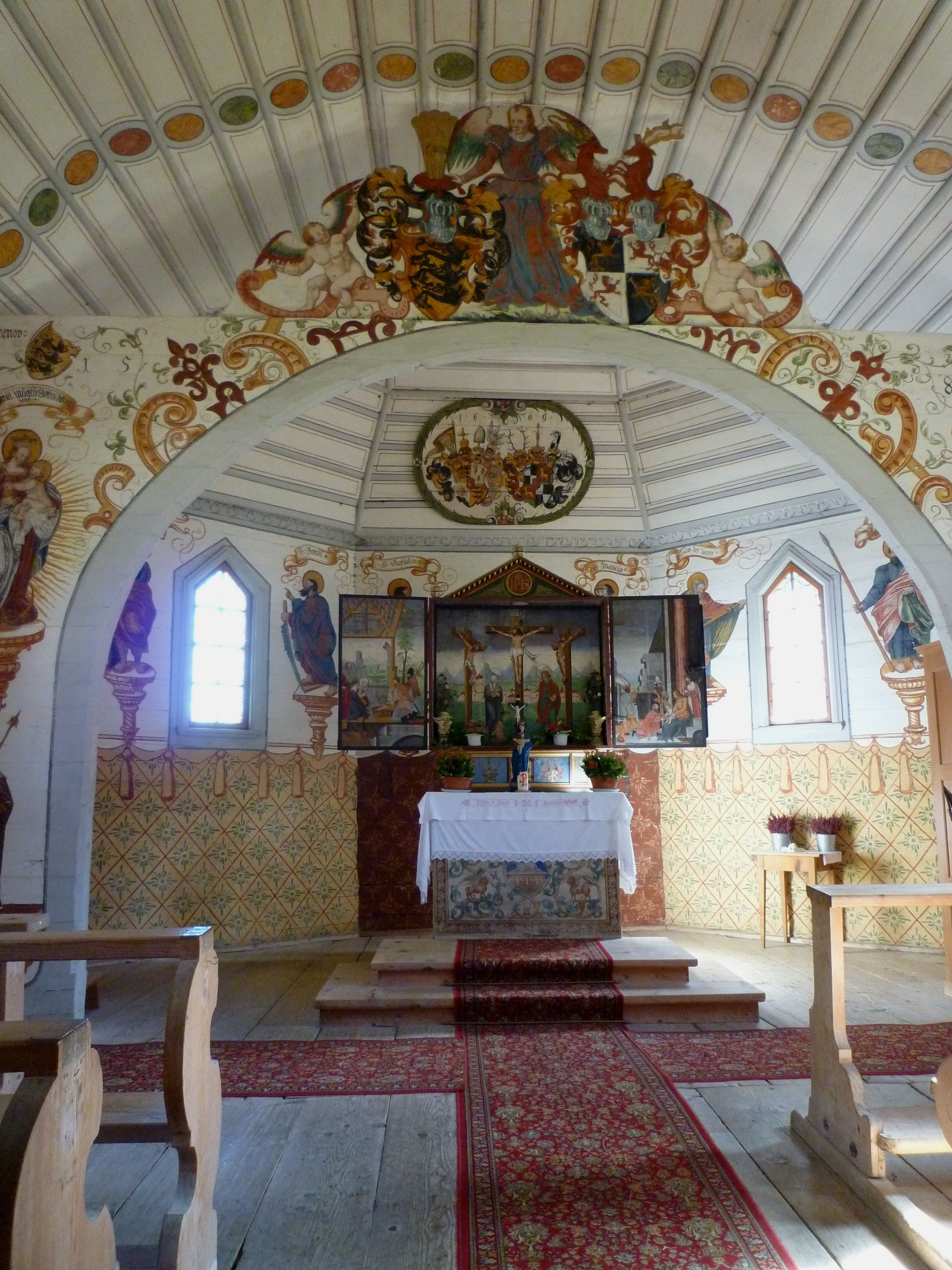
Innenansicht der Kapelle

Die katholische St.-Anna-Kapelle im Starzlachtal in dem kleinen Weiler Rohrmoos in Oberstdorf gilt als älteste Holzkapelle des Alpenraums. Sie wurde im Jahre 1568 in der Spätrenaissance vollständig aus Holz erbaut und ist zudem durch ihre hervorragend erhaltenen manieristischen Malereien (Apostel- und Heiligenfiguren, das große Weltgericht, Altarbilder) berühmt. Sowohl der Flügelaltar als auch die volkstümlichen Fresken stammen aus dem Gründerjahr. 
Die Annakapelle ist ganzjährig geöffnet. Über das Jahr finden Taufen und Hochzeiten statt, im Herbst einige Gottesdienste für Jäger und Förster.
1901 wurden die Malereien von dem Kirchenmaler Kaspar Schleibner restauriert.